# Юрий Божинов
Юрий Божинов е български музикант, бас китарист и контрабасист.

## Биографични данни
Роден е през 1976 в семейство на музиканти. Завършва Националната музикална академия.

## Музикална кариера
През 90-те години на 20 век Божинов е басист на Дони и Момчил. По-късно става част от групите Самейра и П.И.Ф. Участвал е в музикални проекти с Белослава и временно е бил част от Остава .
В различни моменти е работил с Лили Иванова, Сленг, Нина Николина, Поли Генова, Дани Милев, Д2, Каффе, Сафо и други.

## Филмография (композитор)
- Въпрос или желание (2002)